# Жизнь принадлежит нам
«Жизнь принадлежит нам» (фр. La vie est à nous) — французский чёрно-белый пропагандистский фильм 1936 года, поставленный кинорежиссёром Жаном Ренуаром по заказу Французской компартии.

## Сюжет
В начальных кадрах мы видим на экране учителя начальных классов, который рассказывает своим бедным и истощённым ученикам об успехах и процветании Франции. Горькая реальность такова, что всё богатство нации находится в руках только двухсот семей.
Главный редактор газеты компартии Франции «Юманите» Марсель Кашен зачитывает три письма, пришедших в газету от граждан, которые рассказывают три истории из жизни (все эти три истории иллюстрируются игровыми новеллами):
Первая история развивается в рабочей среде, где нам показан случай с пожилым рабочим завода, которого хотят уволить в предпенсионном возрасте. Заводская ячейка начинает забастовку против адских условий труда и увольнения старого рабочего и добиваются решения своих требований.
Вторая история происходит в крестьянской среде: продажа активов крестьянской семьи, имеющей задолженность, предотвращается вмешательством соседей-фермеров, направляемыми оппозиционерами из ФКП (Французской Коммунистической партии).
Третья история показывает нам интеллигентного юношу, получившего образование, но никак не в состоянии трудоустроиться. Молодой безработный инженер находит работу благодаря помощи, оказанной ему партийной ячейкой ФКП.
Фильм заканчивается политическими речами важных партийных лидеров ФКП и парадом героев трёх историй, которые маршируют, исполняя «Интернационал».

## В ролях
- Надя Сибирская — Нинетта, подруга Рене
- Гастон Модо — Филипп, племянник Лекока
- Жан Дасте — учитель
- Мадлен Солонь — работница на заводе
- Габриэль Фонтан — мадам Лекок, фермеша
- Анри Понс — мсье Лекок, фермер
- Клер Жерар — буржуа на улице
- Мюз Дальбре — безработная женщина
- Жан Ренуар — хозяин бистро
- Жюльен Берто — Рене, безработный
- Жан-Поль Ле Шануа — Луи
- Жак Беккер — безработный юноша
- Жак Брюниус — председатель совета директоров
- Макс Дальбан — Брошар
- Шарль Блаветт — Тонин
- Марсель Дюамель — мсье Моте, волонтёр
- Владимир Соколов — старик в финальной процессии

Съёмка фильма «Жизнь принадлежит нам» свела меня с людьми, одержимыми искренней любовью к рабочему классу. Я верил и по-прежнему верю в рабочий класс, в его приходе к власти вижу возможное противоядие нашему разрушительному эгоизму. Теперь в полушарии «сверхразвитых» наций, куда меня забросил случай, рабочего класса больше не существует. Пришло материальное благополучие, но рабочий класс лишился определённой духовной чистоты. Клин, как известно, клином вышибают. Рабочий, приобщаясь к буржуазному образу жизни, превращается в буржуа. Подлинный пролетариат находится лишь в развивающихся странах. Бразильский пеон — это пролетарий, а рабочий на заводах «Дженерал моторс» уже перестал им быть.

## Премьеры
- Франция — фильм впервые был показан во Франции 7 апреля 1936 года в кинотеатре «Пантеон» в Париже. После этого фильм был запрещён цензурой и в открытом французском прокате не демонстрировался (лишь на партийных собраниях французских коммунистов — бесплатные показы)[2].
- — американская премьера состоялась 5 декабря 1937 года[2].
- СССР — в советском прокате с 1938 года. Субтитры — «Союзинторгкино», 1938 г., р/у № 110/38[3].
- — в открытом (доступном широкому зрителю) прокате во Франции с 12 ноября 1969 года[2].

## О фильме
В преддверии политических выборов, запланированных на весну 1936 года, ФКП поручает Жану Ренуару снять пропагандистский фильм. Жан-Поль Дрейфус, известный после войны как Жан-Поль Ле Шануа, действовал как политработник и контролировал политкорректность постановки. Бюджет фильма в 60 000 франков был собран путём сбора средств на партийных собраниях ФКП. Показы фильма должны были быть бесплатными: зрители не платили за билет, но добровольно-принудительно оформляли подписку на новый журнал о кинематографе Ciné-Liberté, первый выпуск которого вышел 20 мая 1936 года и существование его было недолгим. На страницах этого журнала появились статьи, написанные Ренуаром. Фильм был снят за три недели, в феврале и марте 1936 года. Натурные съёмки в Монтрёй и Марлотт, павильонные съёмки в Francoeur. Фильм по сути является коллективным проектом, Жан Ренуар отвечал лишь за контроль монтажа. По некоторым данным, первый эпизод был поставлен Ле Шануа, второй Жаком Беккером, а третий — самим Ренуаром. Перед съёмками Ренуар познакомился с фотографом Анри Картье-Брессоном и взял его в качестве второго ассистента. Они нашли общий язык и выдающийся фотограф XX века с благодарностью вспоминал полученный опыт и влияние Ренуара на своё творчество, поучаствовав в создании ещё таких фильмов режиссёра как «Загородная прогулка» и «Правила игры».